# Toulon-Hyères flygplats
Toulon-Hyères flygplats (Franska: Aéroport de Toulon - Hyères) (IATA: TLN, ICAO: LFTH), också känd som Aéroport Hyères Le Palyvestre, är en flygplats nära Toulon, 3 kilometer sydväst om Hyères, båda kommunerna ligger i Var departementet i Frankrike.

## Destinationer
| Flygbolag  | Destinationer                               |
| ---------- | ------------------------------------------- |
| Air France | Paris-Orly                                  |
| Jetairfly  | Ajaccio, Brest, Bryssel                     |
| Ryanair    | Bristol, London-Stansted, Stockholm Skavsta |
| Transavia  | Rotterdam                                   |